# 南方四賤客 (第十九季)
美國的情景喜劇動畫劇集《南方四賤客》第十九季於2015年9月16日在喜劇中心首播，至12月9日完結，共播出10集。與其他季度一樣，該季所有劇集皆由特雷·帕克擔任導演和編劇。2016年8月16日，官方發行了第十九季全集的DVD和藍光套裝，並於9月6日在全球發行。
與上一季相似，該季的每集劇情之間互有連貫性（作者稱之為「系列化精簡版」），並以政治正確作為反復出現的諷刺主題。該季中登場的PC校長作為新的主要角色，取代南方公園國民小學的前任校長維多利亞校長。
自該季起在第3集、第6集和第8集播出之後會進入「黑暗星期」（意指沒有播放新劇集的星期）。

## 集數
| 總集數 | 集數 （季） | 標題                   | 導演      | 編劇      | 首播日期       | 製作 代碼 | 美國收視人數 （百萬） |
| ------ | ----------- | ---------------------- | --------- | --------- | -------------- | --------- | --------------------- |
| 258    | 1           | 美麗又勇敢             | 特雷·帕克 | 特雷·帕克 | 2015年9月16日  | 1901      | 1.76                  |
| 259    | 2           | 國家怎麼了？           | 特雷·帕克 | 特雷·帕克 | 2015年9月23日  | 1902      | 1.49                  |
| 260    | 3           | 小鎮一隅               | 特雷·帕克 | 特雷·帕克 | 2015年9月30日  | 1903      | 1.32                  |
| 261    | 4           | 評幫倒忙               | 特雷·帕克 | 特雷·帕克 | 2015年10月14日 | 1904      | 1.37                  |
| 262    | 5           | 安心空間               | 特雷·帕克 | 特雷·帕克 | 2015年10月21日 | 1905      | 1.21                  |
| 263    | 6           | 槌哥 x 小凡            | 特雷·帕克 | 特雷·帕克 | 2015年10月28日 | 1906      | 1.34                  |
| 264    | 7           | 壞壞忍者               | 特雷·帕克 | 特雷·帕克 | 2015年11月11日 | 1907      | 1.42                  |
| 265    | 8           | 葉佩雯                 | 特雷·帕克 | 特雷·帕克 | 2015年11月18日 | 1908      | 1.30                  |
| 266    | 9           | 真實與廣告             | 特雷·帕克 | 特雷·帕克 | 2015年12月2日  | 1909      | 1.43                  |
| 267    | 10          | 正義魔人校長：最終正義 | 特雷·帕克 | 特雷·帕克 | 2015年12月9日  | 1910      | 1.83                  |

## 外部連結
- Press release from South Park Studios for Season 19 （页面存档备份，存于）